# Read-modify-write
读-修改-写（read-modify-write）是计算机科学中的一个原子操作（atomic operation，类似的还有test-and-set, fetch-and-add, compare-and-swap等），操作过程是读一个内存位置（或IO端口），修改其值，再写回原位置。
必须要先读操作的一个原因是，系统架构往往只允许字（word）级的读写，必须先读出那些不做修改的位元，保持不变再写回。写成C语言语句类似于：
```
*pRegister |= SOME_BIT;
```

Read-modify-write指令用于IO端口时，可能会产生出乎意料的结果，如无法给一个比特置位。这往往是因为写操作并不影响到读操作的源寄存器。
RAID也使用这一术语描述原子操作的read-modify-write序列。  Such RAID levels include RAID 4, RAID 5 and RAID 6.